# DTM 2003
DTM 2003 kördes över 10 omgångar med Bernd Schneider som mästare.

## Statistik

### Delsegrare
| Bana           | Vinnare           | Märke    |
| -------------- | ----------------- | -------- |
| Hockenheim     | Bernd Schneider   | Mercedes |
| Adria          | Christijan Albers | Mercedes |
| Nürburgring    | Christijan Albers | Mercedes |
| Lausitzring    | Bernd Schneider   | Mercedes |
| Norisring      | Christijan Albers | Mercedes |
| Donington Park | Jean Alesi        | Mercedes |
| Nürburgring    | Laurent Aïello    | Audi     |
| A1-Ring        | Marcel Fässler    | Mercedes |
| Zandvoort      | Christijan Albers | Mercedes |
| Hockenheim     | Jean Alesi        | Mercedes |

### Slutställning
| Plats | Förare            | Märke    | Poäng |
| ----- | ----------------- | -------- | ----- |
| 1     | Bernd Schneider   | Mercedes | 68    |
| 2     | Christijan Albers | Mercedes | 64    |
| 3     | Marcel Fässler    | Mercedes | 57    |
| 4     | Mattias Ekström   | Audi     | 46    |
| 5     | Jean Alesi        | Mercedes | 42    |
| 6     | Laurent Aïello    | Audi     | 41    |